# Счётное слово
Счётное слово — слово, используемое при обозначении количества. В языках Юго-Восточной Азии (китайском, корейском, вьетнамском, японском, малайском, индонезийском, бирманском, кхмерском), также майяских, атабаскских, австронезийских и других языках — обязательно. Встречается и в русском языке (например, по-русски нельзя сказать «два мяса», нужно использовать слово «кусок» — «два куска мяса» — или другое аналогичное счётное слово).

## Английский язык
В английском языке счётные слова используются аналогично русскому, причём в профессиональной речи встречается нестандартное их использование:
- «Десять стеблей роз» (англ. ten stem of roses, жаргон флористов).

## Бенгальский язык
В отличие от прочих индоевропейских языков, в бенгальском развита система счётных слов. Счётное слово помещается между числительным и существительным. Самое распространённое счётное слово — ţa, однако существуют особые слова вроде jon (для счёта людей).

## Бирманский язык
Бирманский язык также обладает счётными словами (မြန်မာဘာသာသင်္ချာပစ္စည်း). Счётное слово располагается за числительным, кроме случая, когда число предметов круглое (кончается на ноль); в этом случае счётное слово ставится перед числительным. Во многих случаях счётное слово позволяет опустить существительное, так как счётные слова применяются к конкретным существительным. Единственное исключение — счёт времени или возраста, когда слово, означающее время, играет одновременно роль счётного слова.
| Счётное слово | Кириллица | МФА    | Использование                                                       |
| ------------- | --------- | ------ | ------------------------------------------------------------------- |
| ယောက်            | йау       | jauʔ   | люди (существуют и другие счётные слова для конкретных групп людей) |
| ဦး             | у         |        | особо уважаемые люди                                                |
| ပါး             | па        |        | монархи, представители религиозных культов                          |
| ကောင်            | каун      |        | животные, птицы, рыбы                                               |
| လုံး             | лун       |        | круглые и кубические предметы                                       |
| ချပ်            | чха       |        | плоские предметы                                                    |
| စီး             | си        |        | транспортные средства                                               |
| ရုံ             | шун       |        | здания                                                              |
| စောင်            | саун      |        | что-либо напечатанное или написанное на бумаге                      |
| ထည်            | тхи       |        | одежда                                                              |
| ချက်            | чха       |        | абстрактные понятия                                                 |
| ခု             | кху       | kʰṵ    | предметы, явления (общее счётное слово)                             |
| ခွန်း            | кхун      | kʰúɴ   | слова                                                               |
| ချောင်း            | чхаун     | tɕʰáuɴ | длинные, тонкие предметы (палки, карандаши)                         |
| မှုတ်            | хмоу      | m̥ouʔ   | количество зачерпываний ложкой или половником                       |

## Вьетнамский язык
Вьетнамские счётные слова (вьет. lượng từ, тьы-ном 量子, лыонг ты) заимствованы из китайского, широко используются.
| Счётное слово                        | Дословное значение | Использование                                      |
| ------------------------------------ | ------------------ | -------------------------------------------------- |
| кай (вьет. cái)                      |                    | большинство неодушевлённых существительных         |
| кай (вьет. cây)                      | растение           | длинные тонкие предметы (растения, плети, ружья)   |
| тоа (вьет. tòa)                      | строение           | строения высокой важности: дворцы, башни           |
| куен (вьет. quyển) куон (вьет. cuốn) | книга свёрток      | книги и похожие предметы (журналы и тому подобное) |
| вьек (вьет. việc)                    | событие            | события или идущие процессы                        |

## Севернокитайский язык
Севернокитайские счётные слова (кит. трад. 量詞, упр. 量词, пиньинь liàngcí, палл. лянцы) — произошедшие от единиц измерения счётные слова. Использование конкретного счётного слова оговаривается в словарях, однако разные учёные имеют разные мнения относительно того, каким именно словом следует считать тот или иной класс предметов. В случае сомнений, можно использовать слово «штука» кит. трад. 個, упр. 个, пиньинь gè, палл. гэ.
| Счётное слово                         | Дословное значение | Использование                                    |
| ------------------------------------- | ------------------ | ------------------------------------------------ |
| кит. трад. 張, упр. 张, пиньинь zhāng | лист               | листы, плоские предметы (столы, билеты)          |
| кит. трад. 支, пиньинь zhī            | ветка              | удлинённые предметы: ручки, кисти, ружья, ветки… |
| кит. трад. 塊, упр. 块, пиньинь kuài  | кусок              | существительные неправильной формы: куски, часы… |
| кит. трад. 本, пиньинь běn            | корень             | книги, журналы, карты                            |
| кит. трад. 只, пиньинь zhǐ            |                    | животные                                         |

## Корейский язык
Корейские счётные слова (хангыль: 수분류사, ханча: 數分類詞) пришли в корейский из китайского языка и обычно представляют собой заимствования.
| Счётное слово | Хангыль | Что считает                                  |
| ------------- | ------- | -------------------------------------------- |
| Пун           | 분      | люди (вежливо)                               |
| Чхе           | 채      | дома                                         |
| Тонъ          | 동      | здания                                       |
| Ке            | 개      | вещи; это самое общее счётное слово, «штука» |
| Квон          | 권      | книги                                        |
| Мёнъ          | 명      | люди (неформально)                           |
| Тасы          | 다스    | дюжины карандашей                            |
| Тхот          | 톳      | сотня листов нори                            |

## Майяский язык
Языки майя и многие другие языки коренных народов Америки используют счётные слова. Ниже представлены примеры из юкатекского языка.
| Счётное слово | Что считает                                                                               |
| ------------- | ----------------------------------------------------------------------------------------- |
| P'éel         | неодушевлённые предметы                                                                   |
| Túul          | живые существа                                                                            |
| Wóol          | вещи, представляющие собой массу                                                          |
| Ts'íit        | длинные предметы                                                                          |
| Óok           | горсть                                                                                    |
| Kúuch         | связка, гроздь, то, что носится на спине, например jo'o kúuch che' — пять гроздей бананов |
| Kúul          | растения                                                                                  |
| Wáal          | тонкие вещи, например jun wáal ju'un — один лист                                          |

## Тайский язык
Лаксананам, тайское счётное слово (тайск. ลักษณนาม), следует после определяемого слова и числительного. Пример: пхра сам руп — три монаха: пхра — монах, сам — три, руп — лаксананам.

## Французский язык
Во французском языке счётные слова (фр. classificateur) так же непродуктивны, как и в других индоевропейских:
- фр. Une botte de radis — один пучок редиса.

## Японский язык
Японские счётные суффиксы (яп. 助数詞 дзёсу:си) используются во всех случаях счёта, за исключением счёта японскими цифрами (хитоцу, футацу…).
| Кандзи | Хирагана         | Киридзи       | Применение | Пример                                           |
| ------ | ---------------- | ------------- | --- | ------------------------------------------------ |
| 個     | こ               | ко            | мелкие предметы, не входящие в другие категории, в том числе плоды, монеты и др.                                                                                         | хакко-но ринго (восемь яблок)                    |
| 本     | ほん, ぼん, ぽん | хон, бон, пон | длинные цилиндрические предметы: деревья и цветы, ручки и карандаши, продолговатые фрукты и овощи, зонты; кинофильмы; схватки в единоборствах; автобусы; составы поездов | роппон-но банана (шесть бананов)                 |
| 枚     | まい             | май           | плоские предметы: листы и листья, картины и фотографии без рамки, тарелки, доски, сложенная или висящая одежда                                                           | итимай-но тикэтто (один билет)                   |
| 人     | にん             | нин           | люди | нидзюнин-но гакусэй (двадцать студентов)         |
| 度     | ど               | до            | для счёта раз, повторов, событий | мо: итидо ёндэ кудасай (прочтите ещё [один] раз) |
| 杯     | はい             | хай           | для счёта чашечек (сакэ, чай), также для счёта осьминогов, кальмаров |                                                  |